# Вудбері (Джорджія)
Вудбері (англ. Woodbury) — місто (англ. city) в США, в окрузі Мерівезер штату Джорджія. Населення — 908 осіб (2020).

## Географія
Вудбері розташоване за координатами 32°59′7″ пн. ш. 84°34′55″ зх. д. / 32.98528° пн. ш. 84.58194° зх. д. (32.985218, -84.582015).  За даними Бюро перепису населення США в 2010 році місто мало площу 5,34 км², з яких 5,26 км² — суходіл та 0,08 км² — водойми.

## Демографія
Згідно з переписом 2010 року, у місті мешкала 961 особа в 385 домогосподарствах у складі 259 родин. Густота населення становила 180 осіб/км².  Було 461 помешкання (86/км²).
Расовий склад населення:
| - 59,8 % — чорних або афроамериканців - 39,6 % — білих - 0,3 % — азіатів |

До двох чи більше рас належало 0,1 %. Частка іспаномовних становила 0,5 % від усіх жителів.
За віковим діапазоном населення розподілялося таким чином: 22,7 % — особи молодші 18 років, 59,4 % — особи у віці 18—64 років, 17,9 % — особи у віці 65 років та старші. Медіана віку мешканця становила 43,3 року. На 100 осіб жіночої статі у місті припадало 95,3 чоловіків;  на 100 жінок у віці від 18 років та старших — 93,0 чоловіків також старших 18 років.
Середній дохід на одне домашнє господарство  становив 38 968 доларів США (медіана — 26 875), а середній дохід на одну сім'ю — 45 923 долари (медіана — 31 250). За межею бідності перебувало 38,5 % осіб, у тому числі 62,0 % дітей у віці до 18 років та 21,7 % осіб у віці 65 років та старших.
Цивільне працевлаштоване населення становило 262 особи. Основні галузі зайнятості: освіта, охорона здоров'я та соціальна допомога — 22,1 %, виробництво — 16,4 %, роздрібна торгівля — 14,9 %.

## Цікаві факти
Місто фігурує і третьому сезоні хоррор серіалу Ходячі мерці як місто-фортеця в якому зібрались люди які вижили після постапокаліпсису.